# Isolatore elettrico
In ingegneria elettrica gli isolatori elettrici  sono dei componenti installativi costituiti da materiale isolante che ostacola il flusso delle cariche elettriche. Gli isolanti hanno una scarsa conduttività elettrica, e pertanto risultano idonei per l'isolamento elettrico. Quanto più elevata è la loro resistenza specifica tanto migliore è la loro proprietà di isolare. Così il vetro, in qualità di isolante, ha una resistenza specifica di
{\displaystyle \rho _{Vetro}=10^{16}\cdots 10^{20}\Omega {\frac {mm^{2}}{m}}}
mentre, per confronto, il rame, in quanto buon conduttore, ha una resistenza specifica di
{\displaystyle \rho _{Cu}=0,0178\Omega {\frac {mm^{2}}{m}}}
Le caratteristiche degli isolanti possono venire condizionate da variabili ambientali quali la temperature e l'umidità. Normalmente la conduttività di un isolante si altera limitatamente col variare  della temperatura. L'umidità invece può ridurre l'efficienza di un isolante a tale punto da annullarne la sua prerogativa. L'aria come isolante ne è un esempio. Con un cavo ad alta tensione a 380 kV l'aria asciutta isola in modo efficace fino ad una distanza di 50 centimetri. Con l'aumentare dell'umidità questa distanza può diventare di parecchi metri (vedasi rigidità dielettrica). Isolanti e semiconduttori devono essere fondamentalmente distinti. Anche i semiconduttori hanno sovente una modesta conduttività. Però questa aumenta rapidamente quando il semiconduttore si riscalda.

## Esempi di isolanti

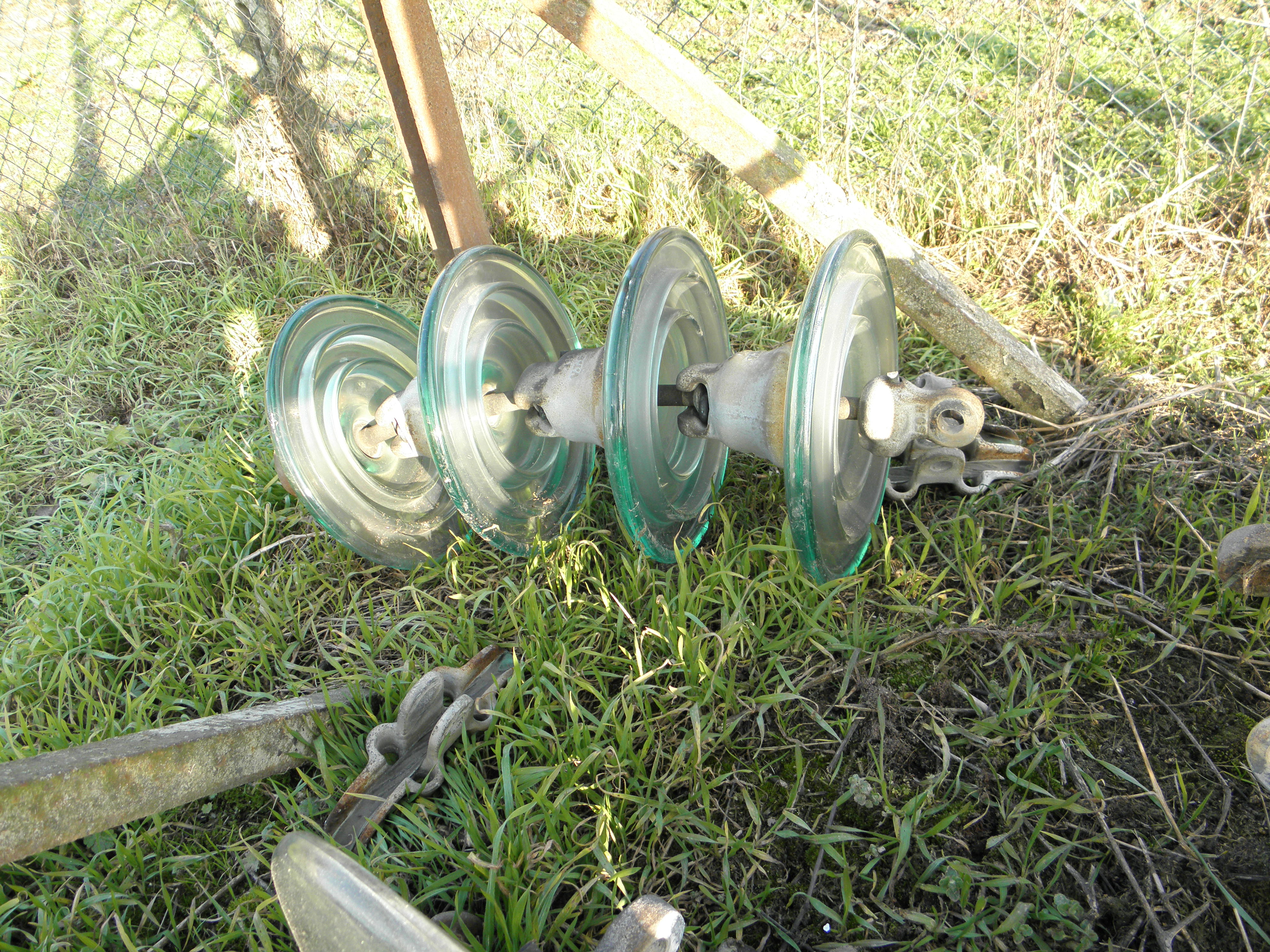
Serie di quattro isolatori a sospensione in vetro

- Ceramica (peraltro alcune ceramiche alle basse temperature evidenziano qualità da superconduttore)
- Composti di sostanze organiche
- Vetro
- Sali (allo stato solido)
- La maggior parte dei non-metalli
- Gas (fintantoché non siano presenti come Plasma alle alte temperature)
- Sostanze carboniose cristalizzate
- Silicone
- Politetrafluoroetilene (Teflon)

## Applicazioni
Gli isolatori trovano molteplici applicazioni nella tecnica. Per esempio vengono impiegati per evitare i cortocircuiti, che il più delle volte possono danneggiare i macchinari. Gli isolatori vengono pure utilizzati altrettanto frequentemente per separare le macchine elettriche da quelle elettroniche. Un ampio settore d'applicazione abbraccia la tecnologia degli interruttori, che senza gli isolatori non sarebbero possibili. Ogni pilone degli impianti di trasmissione dell'energia elettrica è isolato dai cavi conduttori tramite isolatori, e non ultimo per importanza è il loro impiego nelle ferrovie, nelle tranvie e nelle filovie.

## Scelta installativa

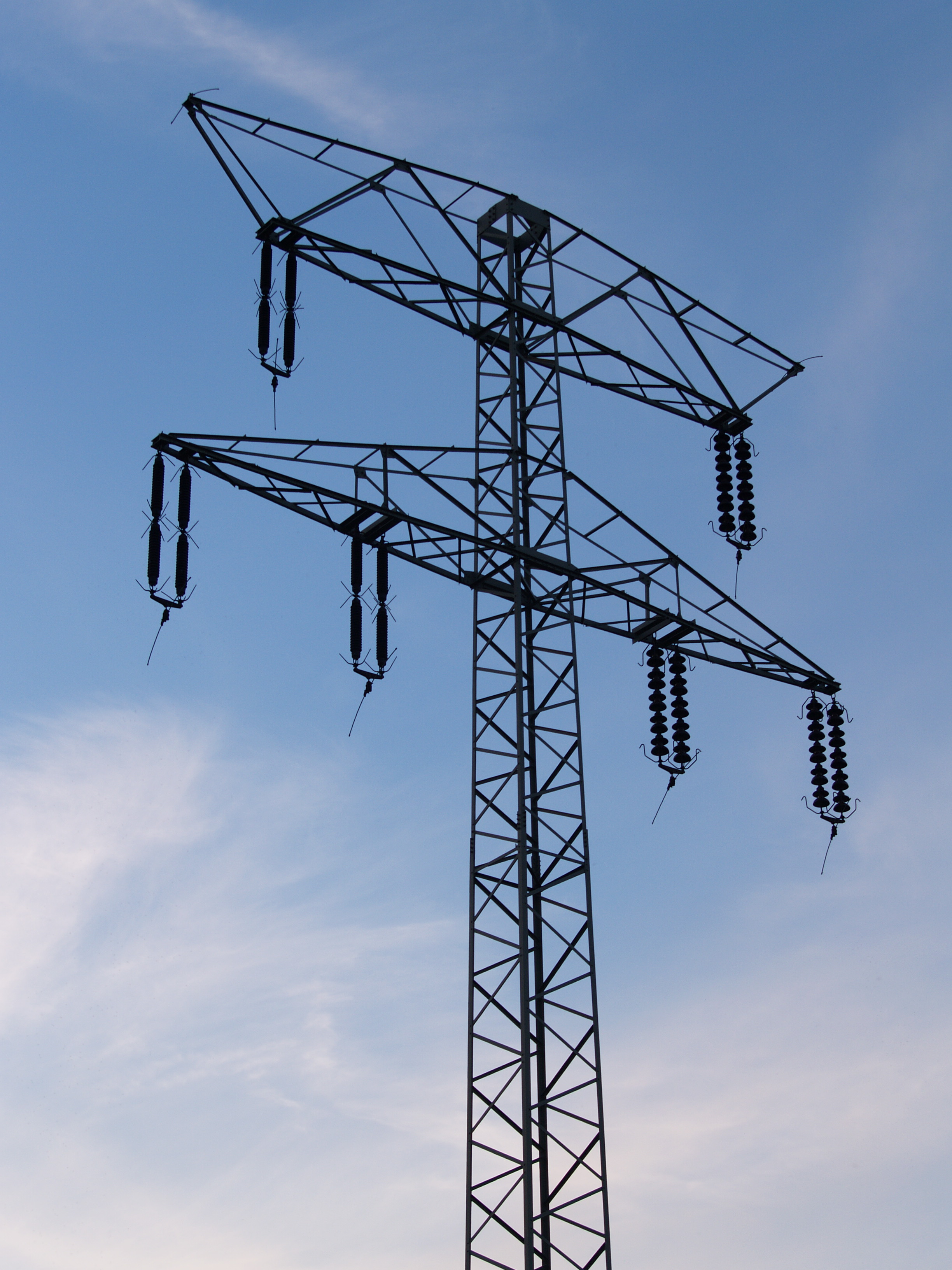
Dettaglio di isolatori a sospensione

Per le linee aeree telefoniche e per le linee aeree di alimentazione a bassa tensione (220-380 V) gli isolatori sono il più delle volte scelti di ceramica attorno alla cui cappa è fissato il cavo conduttore con un cappio specifico. Sono di regola installati verticalmente sui supporti dei piloni o pali.

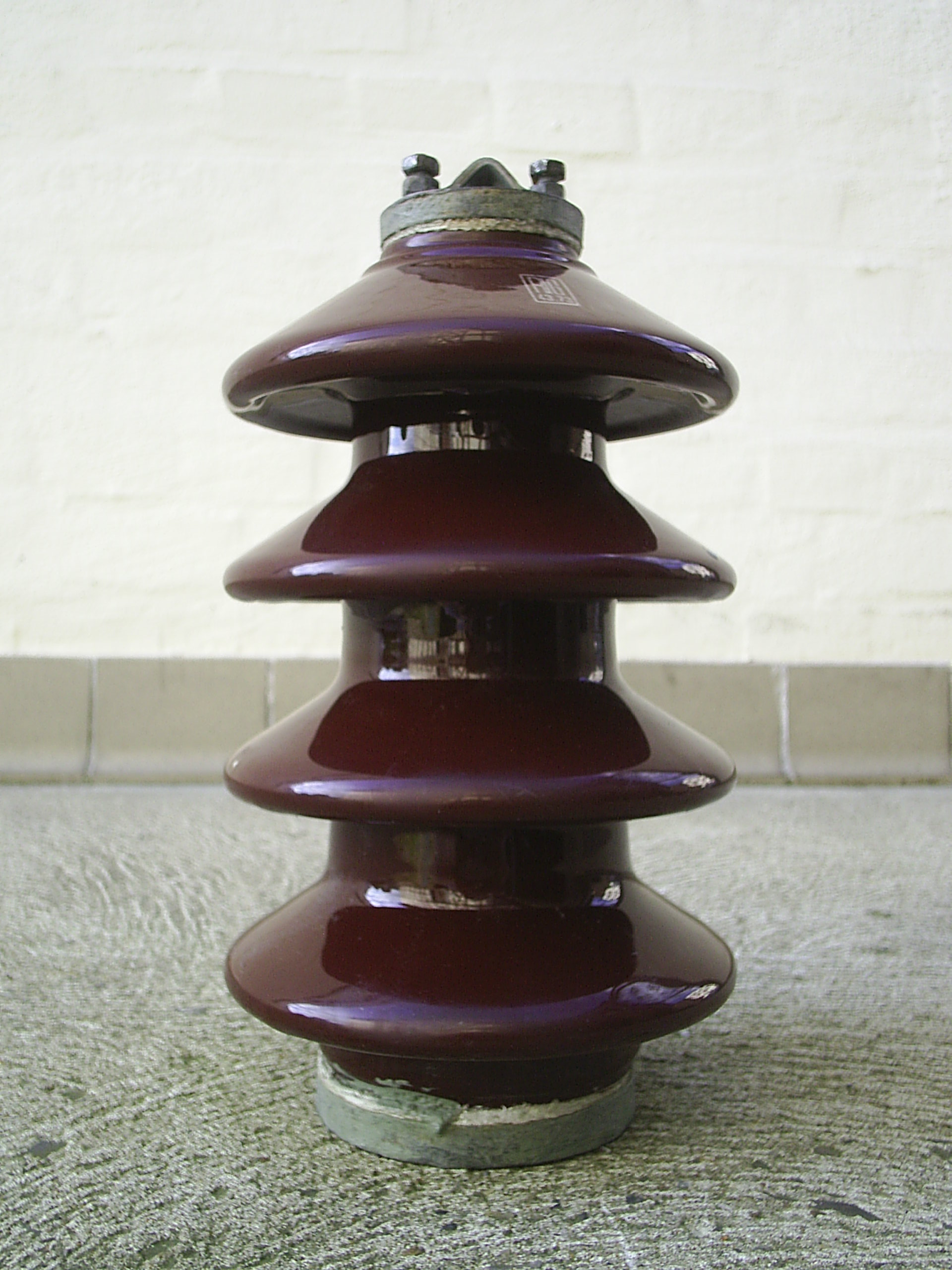
Isolatore rigido per medie tensioni

Per i potenziali medi (nell'ambito 1 kV / 30 kV) vengono utilizzati isolatori di vetro o ceramica profilati per aumentare la lunghezza del percorso superficiale delle correnti di conduzione. Le correnti di dispersione "serpeggiano" sugli isolatori o sui materiali isolanti se contaminati. Qualora questo stato di contaminazione persista da molto tempo si può giungere ad una scarica elettrica esterna o cortocircuito. I cavi elettrici sono fissati con dei morsetti o mediante legature, la cui configurazione è diversa a seconda della destinazione. In questa gamma di potenziali elettrici sui supporti dei tralicci sono montati sia isolatori rigidi sia a sospensione. Gli isolatori rigidi (isolatori a campana profilati) rendono praticabili pali di altezze contenute e per il loro sistema si installazione offrono una certa sicurezza nella caduta dei cavi, mentre gli isolatori a sospensione sono in grado di sopportare sollecitazioni meccaniche maggiori.
Per esigenze statiche particolari possono anche essere raddoppiati (disposti uno accanto all'altro, formando coi conduttori la cosiddetta LOSANGA, oppure posti su doppia mensola, come nel caso delle linee telefoniche in conduttore nudo) In questo caso un isolatore può ancora reggere il cavo elettrico nella evenienza di rottura dell'altro. 

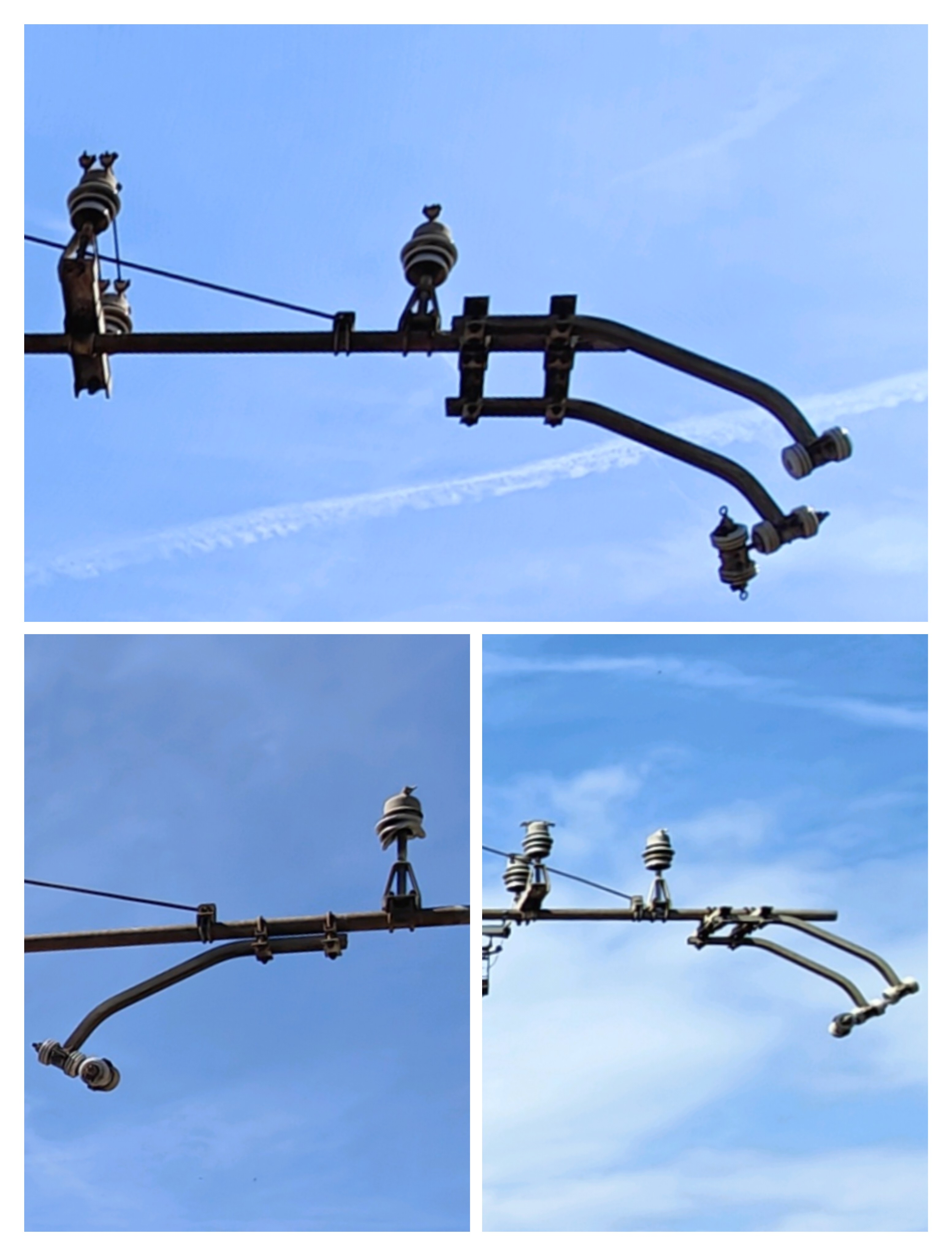
Vecchi isolatori in porcellana usati in passato dalle FS (pali su linea dismessa)

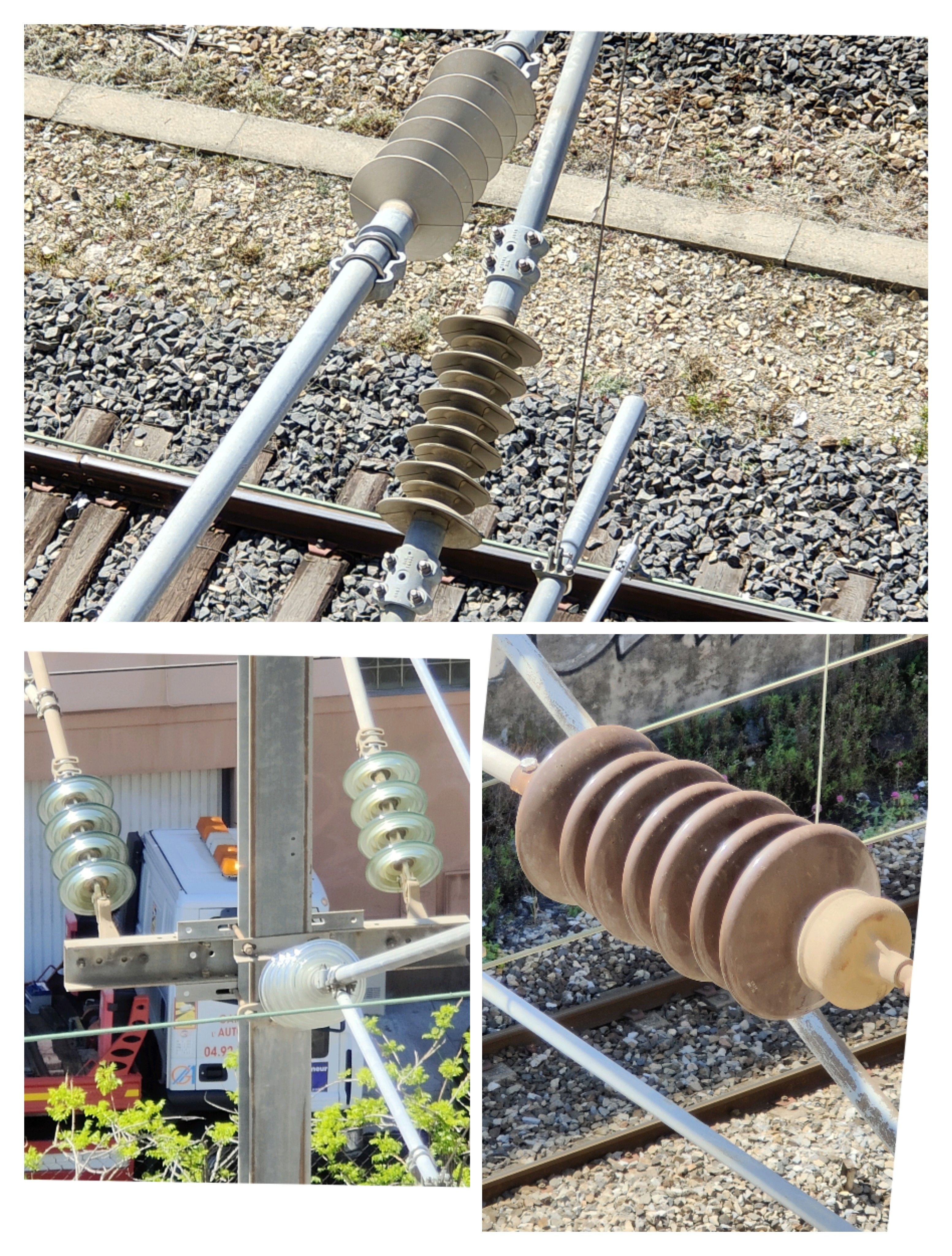
Diversi tipi di isolatori per reggere la catenaria SNCF 25kV c.a. in alto: di materiale composito misto (caucciù),
a Sx: di vetro temperato, a Dx: di materiale ceramico

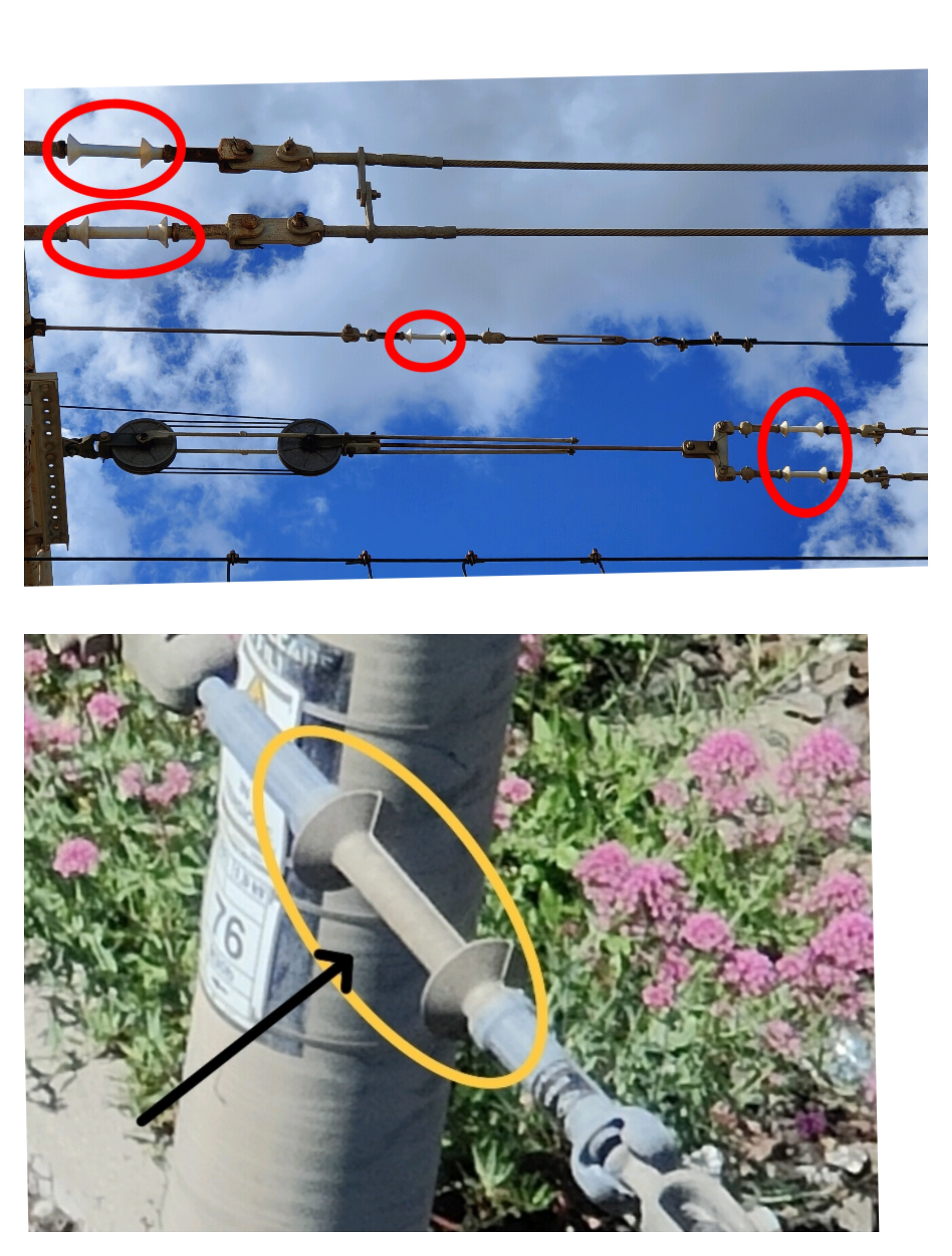
Isolatori in materiale siliconico di nuova generazione per linee ferroviarie italiane 3kV c.c.

Nelle applicazioni ferroviarie gli isolatori di installazione dei cavi aerei di contatto non si differenziano sostanzialmente da quelli per le linee aeree di trasporto dell'energia elettrica, tuttavia devono essere dimensionati per le particolari sollecitazioni meccaniche dovute al contatto col pantografo. 

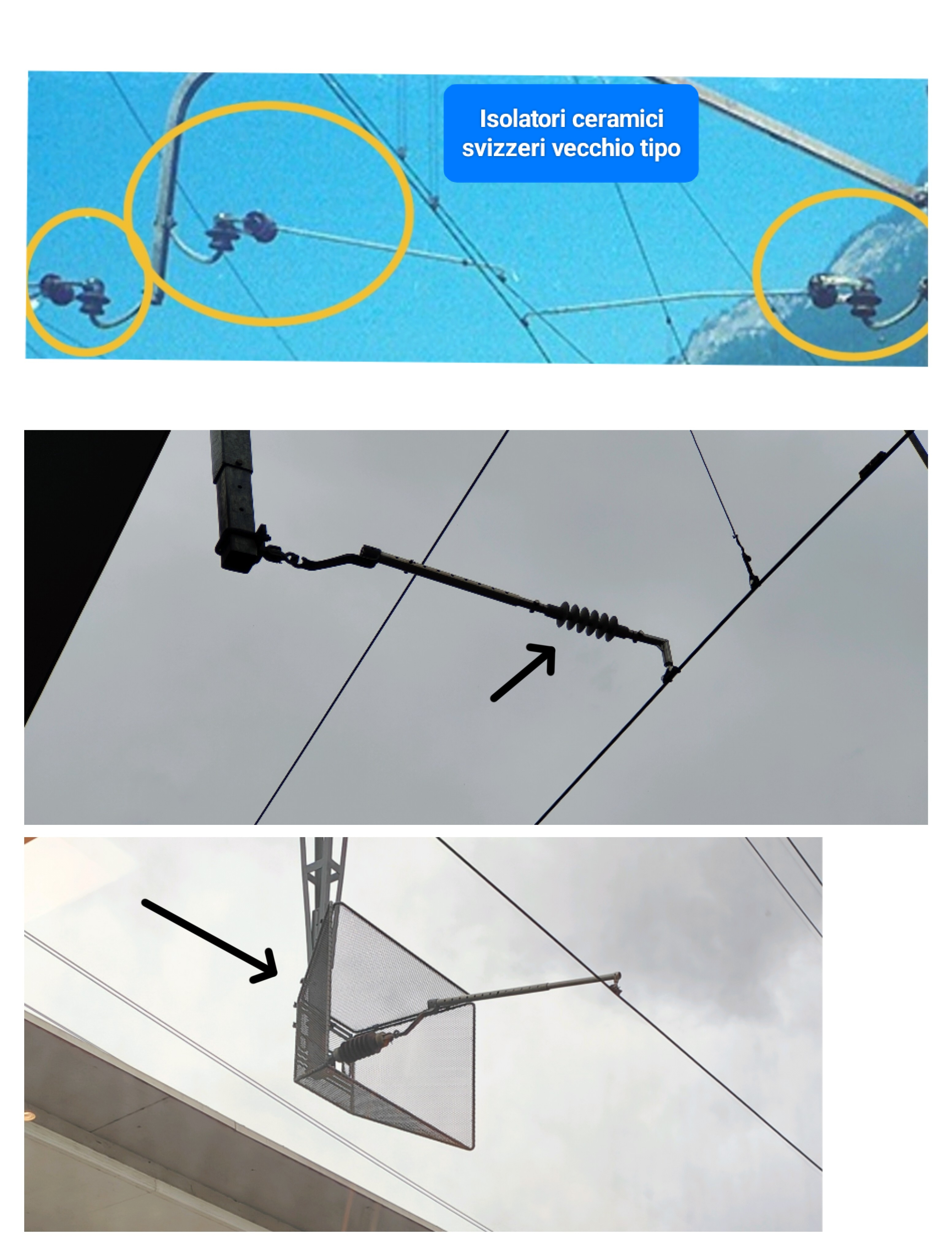
In alto: isolatore ceramico reggi-catenaria 15kVc.a. svizzero di vecchio tipo; centro: di ultima generazione, questo con isolatore distanziato per protezione della struttura; in basso:con gabbia di protezione per vicinanza alla tettoia della banchina

Di frequente tornano utili anche delle coperture di protezione di materiale isolante  per l'isolamento delle connessioni quali quelle messe in opera nella metropolitana di Berlino. Per la media e  l'alta tensione (15 kV a 150 kV) sono impiegati prevalentemente isolatori a sospensione, che vengono usati in catena singola o multipla, in sospensione o in amarro. La tecnica di fissaggio del cavo non si differenzia dalla tecnica utilizzata nell'ambito delle medie tensioni. Con frequenza sono utilizzati doppi isolatori. 

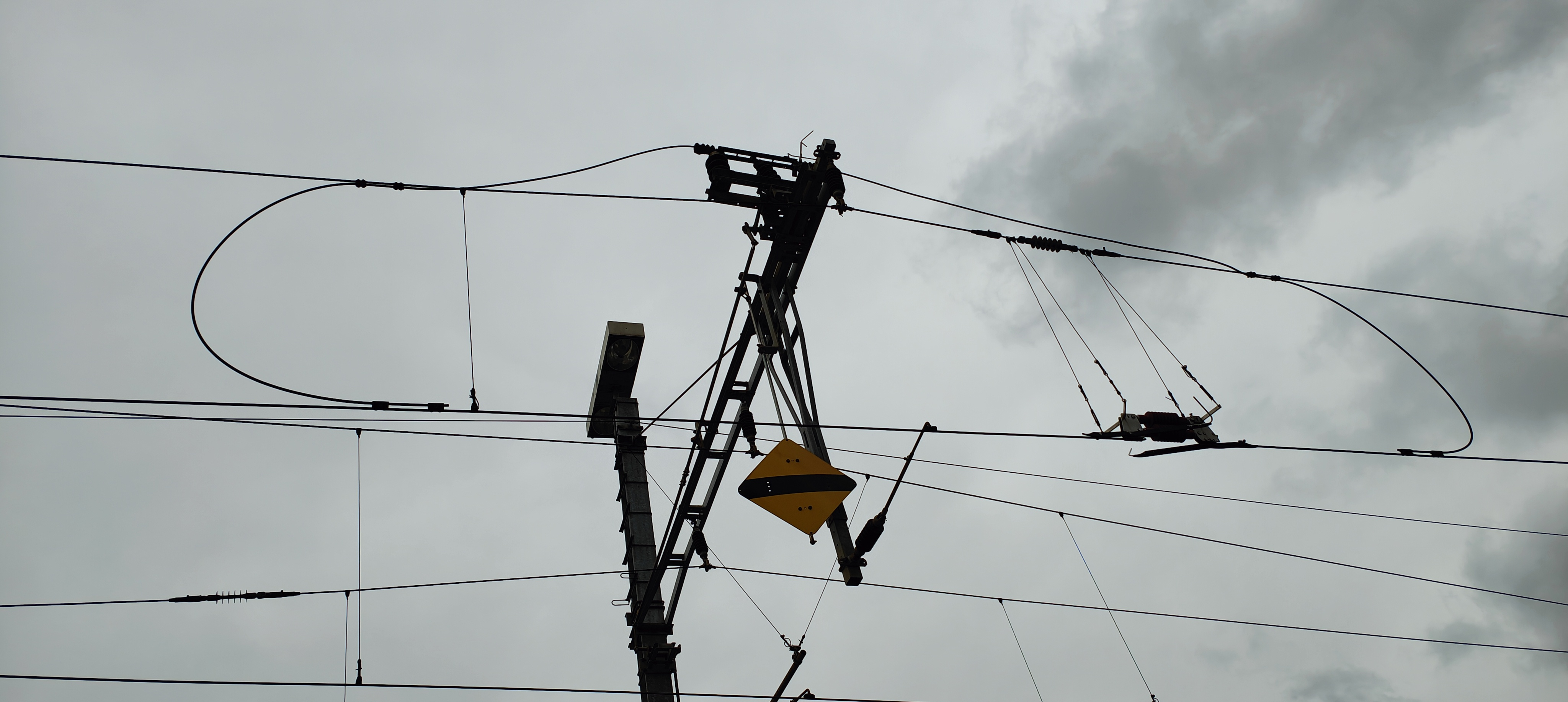
Isolatore di sezione della catenaria svizzera, il cartello indica che qui va abbassato il pantografo. In stazione su binari di collegamento indica la fine della linea di contatto

Per l'isolamento dei cavi di alimentazione ferroviaria sono impiegati tipi simili a quelli per le linee di alimentazione trifase. Gli isolatori per le altissime tensioni (>150 kV) sono costituiti di frequente da una serie di due o più isolatori a sospensione (catena di isolatori). Inoltre si sono impiegati in Germania anche isolatori a bastone. Sono impiegati sempre più frequentemente anche materiali sintetici oltre al vetro e alla ceramica. In Germania per le linee aeree a 380 kV sono utilizzati sostanzialmente doppi isolatori. Per gravi esigenze statiche possono anche essere usati tre o quattro catene di isolatori a sospensione in parallelo (la vecchia linea AT di attraversamento dello Stretto di Messina aveva catene multiple a 7). Gli isolatori per il trasporto della corrente continua ad alta tensione non si differenziano in fondo dal tipo usato per il trasporto della corrente alternata. Tuttavia a tensioni di esercizio uguali devono essere di regola più lunghi di quelli impiegati in corrente alternata poiché si contaminano con più facilità. Per l'impiego nell'alta frequenza sono utilizzati il più delle volte isolatori levigati per evitare le correnti parassite. Particolari esigenze sono poste sugli isolatori dalle antenne a torre autoirradiante, poiché con potenze di trasmissione elevate devono poter essere capaci di sopportare tensioni fino a 300 kV, e sollecitazioni meccaniche fino a 1000 ton. Per l'isolamento dei cavi di ancoraggio si usano isolatori a nastro di steatite che sono intervallati lungo i cavi medesimi ad una distanza minore di un quarto della lunghezza d'onda trasmessa per evitare che entrino in oscillazione. La torre viene isolata dal suolo montandola su un basamento di sostegno, massiccio o cavo, pure di steatite. Per l'installazione sul basamento la torre viene sollevata idraulicamente e poi fatta scendere lentamente in sede.

## Isolatori nella tecnica dell'alta frequenza
Nella tecnica dell'alta frequenza l'isolatore è un elemento elettronico a due porte, che consente il passaggio dell'energia elettromagnetica in una sola direzione, mentre nell'altra il passaggio è negato. In generale un isolatore è realizzato con un circolatore del quale una delle tre porte è dotata di una resistenza di terminazione. In questo modo l'energia viene trasmessa fra le due porte libere solo in una direzione, in quanto quella trasmessa nella direzione opposta viene instradata sulla resistenza di terminazione e trasformata in calore. Una applicazione comune del circolatore è di permettere la connessione di un trasmettitore e di un ricevitore alla stessa antenna.